# Véretz
Véretz is een gemeente in het Franse departement Indre-et-Loire (regio Centre-Val de Loire). De plaats maakt deel uit van het arrondissement Tours. Véretz telde op 1 januari 2022 4.682 inwoners.

## Geografie
De oppervlakte van Véretz bedroeg op 1 januari 2022 13,86 vierkante kilometer; de bevolkingsdichtheid was toen 337,8 inwoners per km².

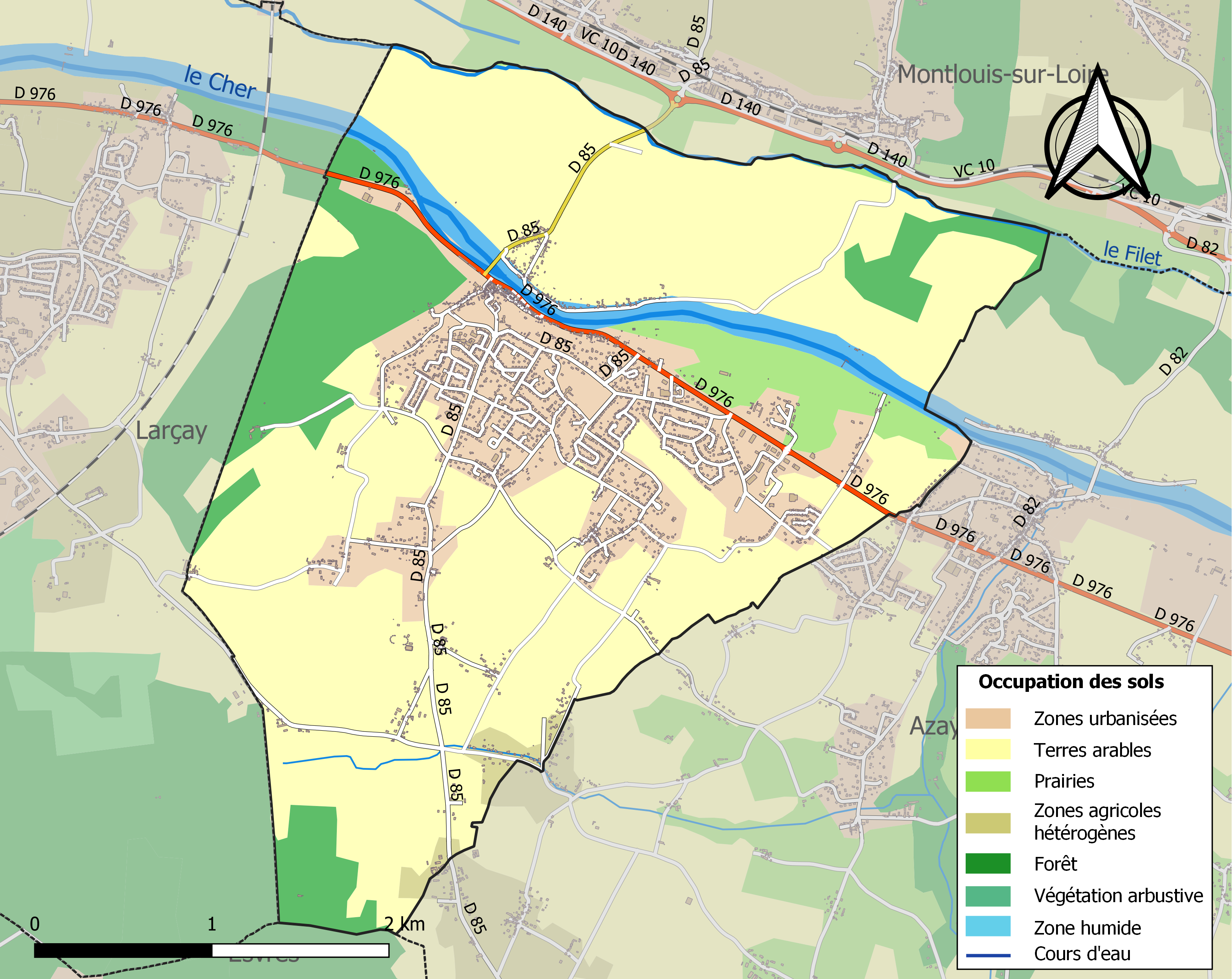
Kaart van de gemeente met de belangrijkste infrastructuur, bodemgebruik en omliggende gemeenten

## Demografie
Onderstaande figuur toont het verloop van het inwonertal (bron: INSEE-tellingen).